# Jordanoleiopus fuscomaculatus
Jordanoleiopus fuscomaculatus là một loài bọ cánh cứng trong họ Cerambycidae.